# Skudai

Skudai

Skudai là thành phố ở bang Johor, Malaysia. Thành phố Skudai có diện tích ki lô mét vuông, dân số thời điểm năm 2010 là 203.420 người.
Đây là thành phố đông dân thứ 32 Malaysia theo dân số.
Skudai là một khu vực ngoại ô phát triển nhanh của Johor Bahru - thành phố thủ phủ bang Johor ở phía nam Malaysia. Skudai là một phần của hành lang tăng trưởng mới tây nam Johor, bao gồm sân bay quốc tế Senai, cảng Tanjung Pelepas và thủ phủ mới được kiến nghị cho của Johor, Bandar Nusajaya. Thành phố có khu trường sở của Universiti Teknologi Malaysia.